# سانتا روسا (كاليفورنيا)
سانتا روسا هي مقر المقاطعة لمقاطعة سونوما ويقعد عدد سكانها في بداية عام 2007 ميلادية مايقارب 157,985 نسمة .

## المناخ
يظهر الجدول التالي التغييرات المناخية على مدار السنة لسانتا روسا:
| البيانات المناخية لـسانتا روسا    | البيانات المناخية لـسانتا روسا | البيانات المناخية لـسانتا روسا | البيانات المناخية لـسانتا روسا | البيانات المناخية لـسانتا روسا | البيانات المناخية لـسانتا روسا | البيانات المناخية لـسانتا روسا | البيانات المناخية لـسانتا روسا | البيانات المناخية لـسانتا روسا | البيانات المناخية لـسانتا روسا | البيانات المناخية لـسانتا روسا | البيانات المناخية لـسانتا روسا | البيانات المناخية لـسانتا روسا | البيانات المناخية لـسانتا روسا |
| الشهر                             | يناير                          | فبراير                         | مارس                           | أبريل                          | مايو                           | يونيو                          | يوليو                          | أغسطس                          | سبتمبر                         | أكتوبر                         | نوفمبر                         | ديسمبر                         | المعدل السنوي                  |
| --------------------------------- | ------------------------------ | ------------------------------ | ------------------------------ | ------------------------------ | ------------------------------ | ------------------------------ | ------------------------------ | ------------------------------ | ------------------------------ | ------------------------------ | ------------------------------ | ------------------------------ | ------------------------------ |
| الدرجة القصوى °ف (°م)             | 85 (29)                        | 93 (34)                        | 91 (33)                        | 98 (37)                        | 104 (40)                       | 109 (43)                       | 113 (45)                       | 107 (42)                       | 110 (43)                       | 105 (41)                       | 92 (33)                        | 83 (28)                        | 113 (45)                       |
| متوسط درجة الحرارة الكبرى °ف (°م) | 59.0 (15.0)                    | 63.2 (17.3)                    | 66.6 (19.2)                    | 70.4 (21.3)                    | 74.5 (23.6)                    | 80.1 (26.7)                    | 82.2 (27.9)                    | 82.8 (28.2)                    | 83.2 (28.4)                    | 77.9 (25.5)                    | 66.9 (19.4)                    | 59.0 (15.0)                    | 72.2 (22.3)                    |
| متوسط درجة الحرارة الصغرى °ف (°م) | 34.2 (1.2)                     | 39.3 (4.1)                     | 43.0 (6.1)                     | 44.8 (7.1)                     | 48.3 (9.1)                     | 51.7 (10.9)                    | 52.4 (11.3)                    | 52.6 (11.4)                    | 51.5 (10.8)                    | 48.3 (9.1)                     | 38.8 (3.8)                     | 35.9 (2.2)                     | 45.2 (7.3)                     |
| أدنى درجة حرارة °ف (°م)           | 15 (−9)                        | 20 (−7)                        | 24 (−4)                        | 26 (−3)                        | 27 (−3)                        | 30 (−1)                        | 39 (4)                         | 30 (−1)                        | 30 (−1)                        | 24 (−4)                        | 21 (−6)                        | 9 (−13)                        | 9 (−13)                        |
| معدل هطول الأمطار إنش (مم)        | 5.93 (151)                     | 6.02 (153)                     | 4.53 (115)                     | 1.82 (46)                      | 1.28 (33)                      | .23 (5.8)                      | .01 (0.25)                     | .07 (1.8)                      | .35 (8.9)                      | 1.73 (44)                      | 4.04 (103)                     | 6.19 (157)                     | 32.2 (818.75)                  |
| متوسط تساقط الثلوج إنش (سم)       | 0 (0)                          | 0 (0)                          | 0 (0)                          | 0 (0)                          | 0 (0)                          | 0 (0)                          | 0 (0)                          | 0 (0)                          | 0 (0)                          | 0 (0)                          | 0 (0)                          | 0 (0)                          | 0 (0)                          |
| متوسط الأيام الممطرة (≥ 0.01 in)  | 13                             | 11                             | 10                             | 7                              | 4                              | 1                              | 0                              | 1                              | 2                              | 5                              | 9                              | 11                             | 74                             |
| المصدر:                           |                                |                                |                                |                                |                                |                                |                                |                                |                                |                                |                                |                                |                                |

## توأمة
لسانتا روسا (كاليفورنيا) اتفاقيات توأمة مع كل من:
- تشيركاسي
- لوس موتشيس
- جيجو
- جيجو

## أعلام
- لوثر بيربانك
- تشارلز شولز
- ريبيكا ديمورناي
- مارك ويليام فيلت
- تشارلز سيبلي